# Gato Roboto
Gato Roboto est un jeu vidéo 2D Metroidvania développé par le studio américain  Doinksoft et publié par Devolver Digital le 30 mai 2019. Le jeu suit un chat nommé Kiki tentant de sauver son propriétaire après s'être écrasé sur une planète extraterrestre, forçant Kiki à enfiler une combinaison mécanique et à explorer les profondeurs de la planète.

## Gameplay
Dans Gato Roboto, les joueurs contrôlent une chatte nommée Kiki. Par défaut, Kiki peut grimper et sauter sur les murs, nager dans l'eau et passer à travers des passages étroits. Mais, elle est incapable de blesser les ennemis ou d'utiliser d'autres capacités, et meurt en un seul coup. Cependant, à l'intérieur d'une combinaison mécha (qui peut être obtenue à la plupart des points de sauvegarde), elle gagne plusieurs points de vie, une attaque au pistolet, ainsi que plusieurs autres améliorations trouvées tout au long du jeu, telles qu'un double saut et une capacité d'esquive. D'autres méchas, y compris un sous-marin et une tourelle, peuvent être trouvés tout au long du jeu,.
L'objectif principal du joueur est d'entrer dans le laboratoire de la planète extraterrestre sur laquelle Kiki est échouée afin de trouver un moyen de libérer le propriétaire de Kiki, Gary. L'accès au laboratoire est bloqué jusqu'à ce que le joueur nettoie les aqueducs, le système de chauffage et le système de ventilation de la planète, après quoi ils avancent vers le laboratoire, la dernière zone du jeu. Dans le monde du jeu, il existe de nombreuses améliorations, y compris des capacités de mouvement, des améliorations de santé et des cassettes qui débloquent des de nouvelles palettes de couleurs en option pour les graphiques 1 bit du jeu, .

## Synopsis
Dans un avenir lointain, Gary et son chat Kiki pilotent un vaisseau spatial vers un appel de détresse dans une planète extraterrestre. En volant vers la planète, Kiki marche sur le clavier du vaisseau, provoquant l'écrasement du vaisseau. Les deux survivent, mais Gary est piégé avec l'épave du navire, tandis que Kiki est à l'extérieur. Gary envoie ensuite Kiki chercher une combinaison mécanique, explore la planète et trouve un moyen de s'en sortir. Partout dans le monde, Kiki peut découvrir des journaux vocaux qui parlent d'un savant fou obsédé par la survie de son chien maladif. De plus, alors que Kiki efface les systèmes de la planète pour accéder au laboratoire, ils rencontrent à plusieurs reprises un rat qui parle, qui se révèle finalement être le scientifique fou, transféré dans un corps différent. Il prévoit de transférer sa conscience dans le corps de Gary et de transférer la conscience de son chien dans le corps de Kiki pour le sauver. Après que Kiki ait vaincu le scientifique, elle et le chien s'échappent de la planète, laissant le scientifique derrière.

## Réception de la critique
Gato Roboto a été accueilli favorablement par les critiques, totalisant un score de 79/100 sur Metacritic . Kyle LeClair de Hardcore Gamer l'a qualifié de "concept amusant et insensé" et "simple mais très amusant". En ce qui concerne la difficulté, IGN Japon a déclaré que c'était "plus difficile que ce à quoi vous vous attendriez d'un jeu mettant en vedette un chat mignon en armure mécanique, mais cela en vaut la peine si vous êtes prêt à relever le défi".